# Myponga Conservation Park
Myponga Conservation Park är en park i Australien. Den ligger i delstaten South Australia, omkring 60 kilometer söder om delstatshuvudstaden Adelaide. Myponga Conservation Park ligger 294 meter över havet.
Runt Myponga Conservation Park är det glesbefolkat, med 10 invånare per kvadratkilometer.. Närmaste större samhälle är Aldinga, omkring 19 kilometer norr om Myponga Conservation Park. 
Trakten runt Myponga Conservation Park består till största delen av jordbruksmark. Genomsnittlig årsnederbörd är 863 millimeter. Den regnigaste månaden är juni, med i genomsnitt 172 mm nederbörd, och den torraste är januari, med 24 mm nederbörd.